# Monomorium compressum
Monomorium compressum är en myrart som beskrevs av Wheeler 1914. Monomorium compressum ingår i släktet Monomorium och familjen myror. Inga underarter finns listade i Catalogue of Life.